# 岐阜東バイパス

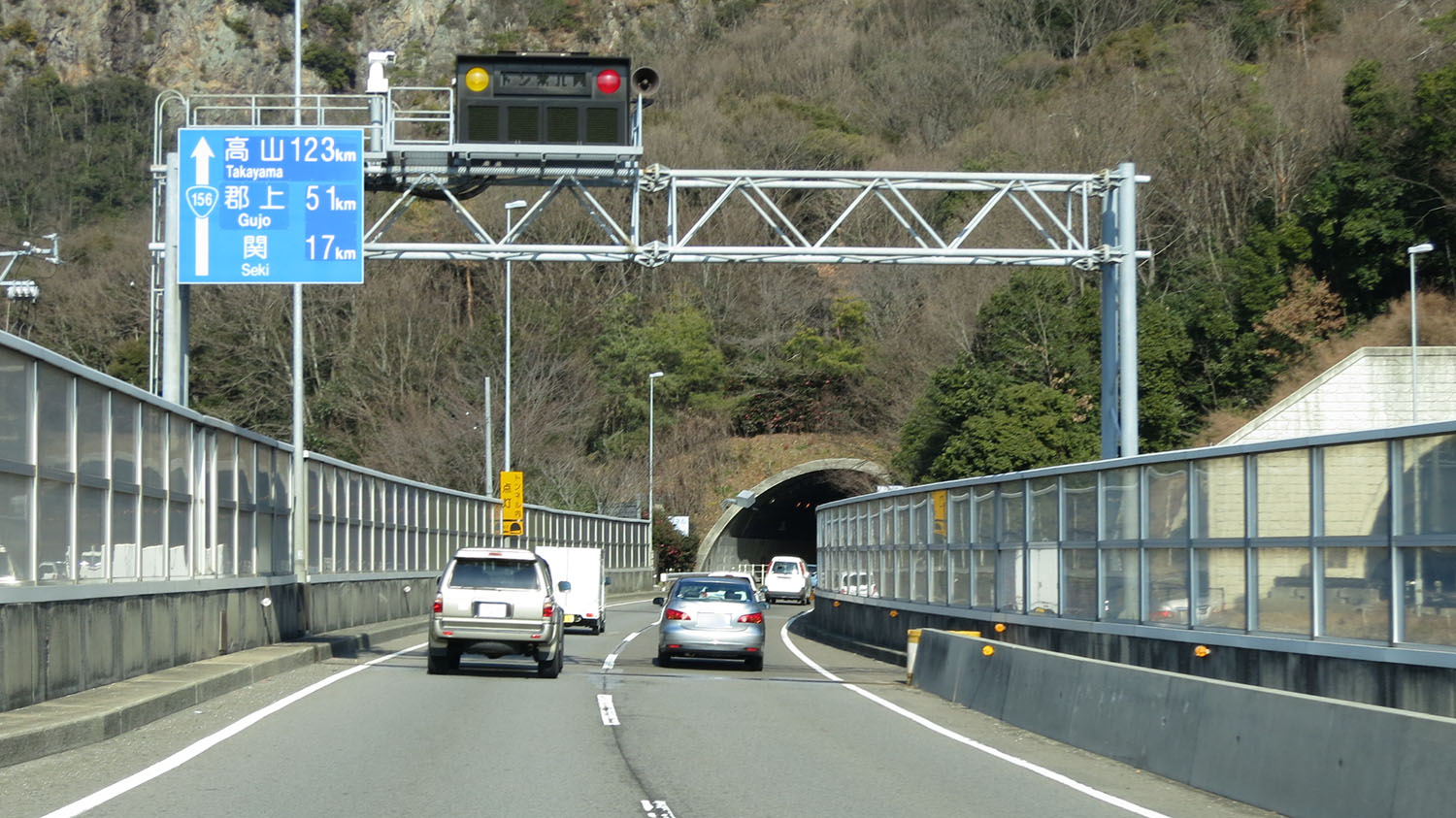
岐阜東バイパス （岩戸トンネル付近）
岐阜県岐阜市宝来町

岐阜東バイパス（ぎふひがしバイパス）は、岐阜県羽島郡岐南町八剣から同県関市山田の13.4km（予定）に建設、供用されている国道156号のバイパス道路である。
2020年（令和2年）現在、岐南町八剣から岐阜市岩田西までの約9kmが開通している。

## 背景
昭和40年代から、岐阜市と中濃地区（関市、美濃市）を結ぶ国道156号は、年々増加する自動車通行量に対し、道路規格が脆弱化した。また、隣接して名鉄美濃町線（現在は廃線）があり、道路拡張も困難であった。これを救済するため、建設省（現在の国土交通省）が建設したバイパスである。

## 区間
建設区間は、3つの地区に分けられた。それぞれの概要は次のとおり。

### 1工区
1. 区間：岐南町八剣 - 岐阜市東興町の3.1km
2. 道路規格：第4種第1級
  - 岐南町八剣 - 岐阜市入舟町：6車線、岐南インター（国道22号（名岐バイパス）・国道21号（岐大バイパス）に接続）付近立体交差（国道21号通過車は高架を走行し信号交差点なし、国道22号、国道156号の場合は地上を走行し信号交差点あり）。地上を走行するが、JR高山本線は高架で跨ぎ、名鉄各務原線 細畑駅付近は名鉄の高架をくぐる。
  - 岐阜市入舟町 - 岐阜市東興町：4車線、国道248号、岐阜県道92号岐阜巣南大野線（旧国道156号）を高架で跨ぐ。岩戸トンネルへの接続のための高架区間である。
3. 設計速度：60km/h

### 2工区
1. 区間：岐阜市東興町 - 同市日野南の3.6km
  - 国道248号と重複。
2. 道路規格：第3種第1級
  - 岐阜市東興町 - 同市日野南（岐阜県道77号岐阜環状線（岐阜環状線）交点）：4車線（岩戸トンネル）
  - 岐阜市日野南（岐阜環状線交点） - 同市日野南（日野南5丁目東交差点）：暫定2車線、地上を走行。日野南5丁目東交差点で、3工区と現道が分岐する。
    - 2013年（平成25年）10月19日の3工区開通までは、カーブして現道の日野南6交差点に接続していた。
    - 3工区開通時に日野南5交差点 - 日野南5丁目東交差点（厳密には3工区の日野東4丁目交差点）間が4車線化している。
3. 設計速度：80km/h

### 3工区
1. 区間：岐阜市日野南 - 関市山田の6.7km（予定）
2. 道路規格：第3種第1級
  - 岐阜市日野南 - 同市岩田西（約2.3km）（舟伏山トンネル:1001m）：暫定2車線（日野南5丁目東交差点 - 日野東4丁目交差点間は開通当初より4車線）
  - 岐阜市岩田西 - 関市山田：未開通
3. 設計速度：80km/h

## 沿革

### 年表[2]
- 1971年（昭和46年）：1工区、2工区事業化。
- 1974年（昭和49年）：1工区着工。
- 1986年（昭和61年）：2工区着工。
- 1988年（昭和63年）6月：1工区全線2車線開通（一部4車線）。
- 1990年（平成2年）11月：2工区2車線開通。
- 1994年（平成6年）：3工区事業化。
- 2008年（平成20年）3月：1工区6車線化。
- 2008年（平成20年）3月：2工区（岐阜市東興町 - 同市日野南（岐阜環状線交点）（岩戸高架橋・岩戸トンネル））4車線化。
- 2008年（平成20年）：3工区（岐阜市日野南 - 同市岩田西）着工。
- 2013年（平成25年）10月19日：3工区（岐阜市日野南 - 同市岩田西）2車線開通。
- 2020年（令和2年）11月15日：3工区（岐阜市岩田西 - 関市山田）着工[1]。